# Sous pression (film)
Pour plus de détails, voir Fiche technique et Distribution.
Sous pression (Bad Day on the Block) est un film américain réalisé par Craig R. Baxley et sorti en 1997.

## Synopsis
Un ancien pompier se retrouve seul dans sa maison depuis que sa femme et ses enfants sont partis. Ses voisins forment une famille heureuse, et il les prend pour cible.

## Fiche technique
- Titre original : Bad Day on the Block
- Titre international : Under Pressure
- Réalisation : Craig R. Baxley
- Scénario : Betsy Giffen Nowrasteh
- Lieu de tournage : Ontario[1]
- Musique : Gary Chang
- Image : David Connell
- Montage : Sonny Baskin
- Durée : 88 minutes
- Dates de sortie : 
  - Turquie : 22 août 1997
  - France : 15 juillet 1998

## Distribution
- Charlie Sheen : Lyle Wilder
- Mare Winningham : Catherine Braverton
- David Andrews : Reese Braverton
- Noah Fleiss : Zach Braverton
- Chelsea Russo :  Chelsea Braverton
- Dawnn Lewis : officer Sandy Tierra
- John Ratzenberger : officer Al Calavito
- Keone Young : Ron the Repairman
- David Hewlett : Andrew
- Cody Jones : D.J.
- Karen Brigman : Marge Wilder
- Rory Flynn : Kenny Wilder
- Michelle Moffat : Angel
- David Sutcliffe
- Reggie Jackson : lui-même